# 제6회 이주민 영화제
제6회 이주민 영화제는 2011년 9월 3일에 열린 시상식이다.

## 수상 및 후보

### 상영작
- 블루스를 부르는 시타 - 니나 페일리
- 더티 프리티 씽 - 스티븐 프리어스
- 투명인간
- 니마 - 부지영
- 모정 만 리 - 앨런 그로스먼 외 1명
- 이빨 두 개 - 강이관
- 샤방샤방 샤랄라 - 권미정
- 다솜아 사랑해 - 한영애 외 1명
- 내 인생 한국에서 - 임론로시아디
- 오프사이트 - 정연봄 외 4명
- 나 홀로 - 사노와
- 명하 이야기 - 레이젤
- 메로 가오 - 마붑 알엄
- 꽃이 너를 - 아웅틴툰
- 마찬 - 우베르토 파솔리니
- 애리조나 - 네이브간테 외 1명
- 아름다운 당신 - 타이요나
- 내가 갈 때까지 기다려 줘요 - 소희 외 1명
- 1700% 포로젝트 : 무슬림착각 - 수가노 마사히로
- 방가? 방가! - 육상효
- 섞인 말들 - 믹스라이스
- 동행 - 김이찬
- 어 히든 저니 어크로스 멕시코 - 가엘 가르시아 베르날 외 1명